# Långtjärnen (Bräcke socken, Jämtland, 694931-148088)
Långtjärnen är en sjö i Bräcke kommun i Jämtland och ingår i Ljungans huvudavrinningsområde.